# Еміль Біч
Еміль Біч (нім. Emil Bitsch; 14 червня 1916, Баден, Німецька імперія — 15 березня 1944, Схейндел, Імперський комісаріат Нідерланди) — німецький льотчик-ас винищувальної авіації, гауптман люфтваффе. Кавалер Лицарського хреста Залізного хреста.

## Біографія
Після закінчення авіаційного училища в липні 1941 року зарахований у 8-у ескадрилью 3-ї винищувальної ескадри. Учасник Німецько-радянської війни. 24 червня 1942 року отримав свою 10-у, 13 липня – 20-у, 28 серпня — 40-у перемогу. 4 вересня 1942 року літак Біча (Bf.109F-4) був збитий вогнем зенітної артилерії на північний захід від Сталінграда, але йому вдалося дотягнути до своїх. 19 березня 1943 року збив свій 50-й літак. З червня 1943 року — командир 8-ї ескадрильї 3-ї винищувальної ескадри «Удет». В липні 1943 року здобув 29 перемог, у тому числу 6 — протягом одного дня (5 липня). 21 липня довів свій особистий рахунок до 100 перемог. В серпні 1943 року ескадрилья Біча була переведена в Німеччину. 15 березня 1944 року його літак (Bf.109G-6) був збитий американським винищувачем і Біч загинув.
Всього за час бойових дій збив 108 літаків противника, з них 104 радянські і 4 чотиримоторні бомбардувальники.

## Нагороди
- Нагрудний знак пілота
- Залізний хрест 2-го і 1-го класу
- Почесний Кубок Люфтваффе (31 серпня 1942)
- Німецький хрест в золоті (19 жовтня 1942)
- Лицарський хрест Залізного хреста (29 серпня 1943) — за 105 перемог.
- Авіаційна планка винищувача в золоті